# 수리가오 해협

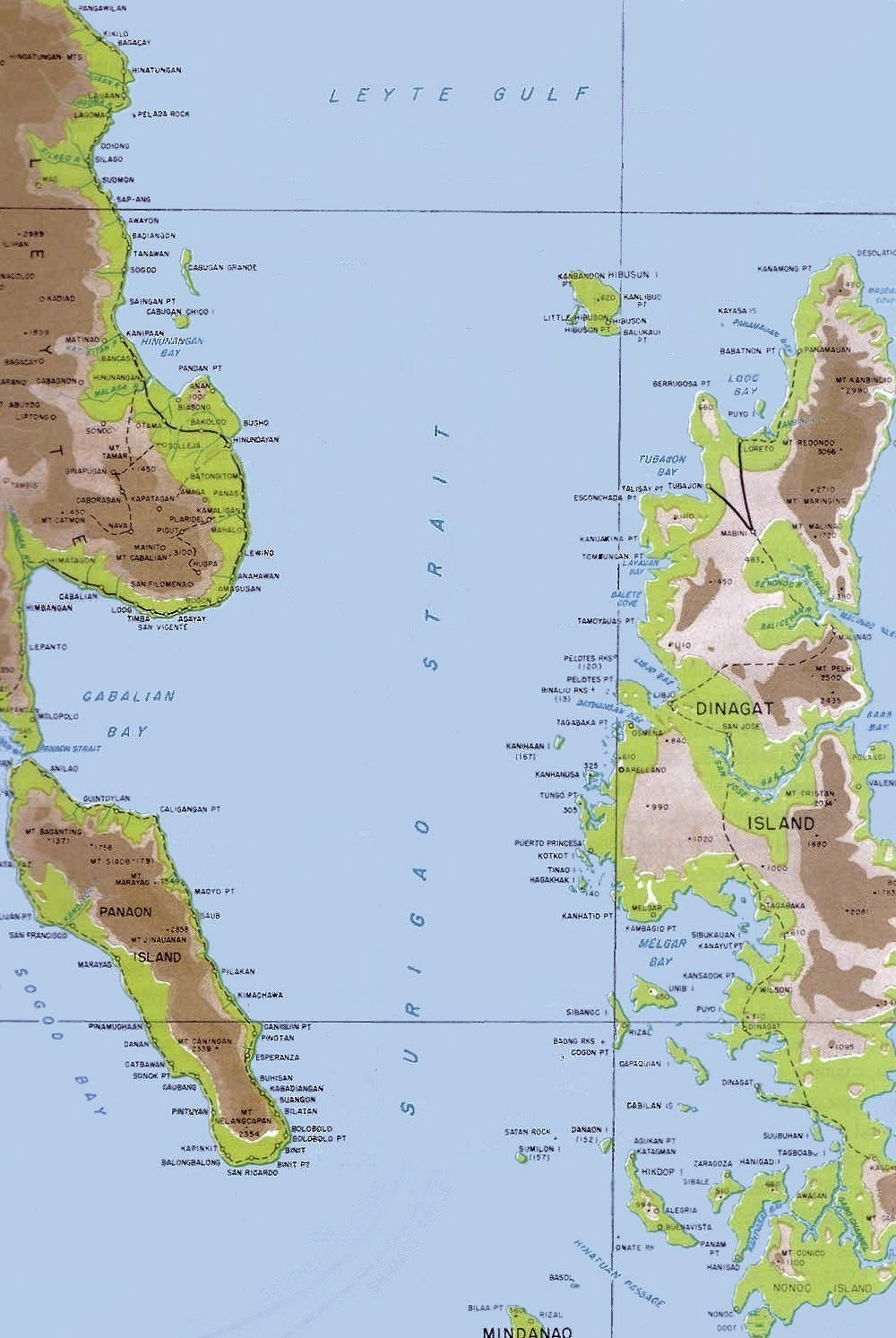
수리가오 해협

수리가오 해협(타갈로그어: Kipot ng Surigaw)은 필리핀 레이테섬, 파나안섬과 민다나오, 디나가트섬 사이의 해협으로 북쪽의 레이테만과 남쪽의 보홀해(민다나오해)를 잇는다.

## 개요
비사야 지방과 민다나오 지방을 잇는 많은 페리가 이 해협을 지나간다. 페리는 남부 레이테주의 릴로안과 북수리가오주의 수리가오를 연결하고 있다.
이 해협은 수심이 깊지만 8노트 이상의 강한 해류가 흐르고 있다. 레이테만 입구에 있는 술루안섬에는 등대가 설치되어 있다.

## 어원
전설에 의하면 이 해협의 이름은 수리가오강 하구에 살았던 네그리토 추장 ‘솔리바오’(Solibao)에서 유래한다. 스페인 탐험가가 여기에 도달했을 때, 솔리바오를 수리가오로 잘못 들어서 지명이 되었다는 설과 그 밖에, 스페인에서 물줄기를 의미하는 수리기르(surgir)에서 유래했다는 설도 있다.

## 역사
1521년 3월 페르디난드 마젤란 일행이 세계 최초의 세계 일주 항해 도중 유럽인 최초로 이 해협을 통과했다.
태평양 전쟁 중인 1944년 10월 25일에 이 해협에서 수리가오 해협 해전이 벌어졌다. 니시무라 쇼지 중장이 이끄는 7척의 일본 해군 함대는 민다나오해로부터 이 해협을 거쳐 레이테 만으로 진입을 시도했으나 미리 전개하여 매복 중이던 제시 올덴도르프(en) 중장 지휘하의 79척의 미국 · 오스트레일리아 연합 함대의 공격을 받아 기함인 전함 야마시로(山城)를 위시하여 대부분의 소속함이 침몰하고 소속 병력도 대부분 전사하는 등 괴멸했다.